# CCR6
CCR6 (англ. C-C motif chemokine receptor 6) – білок, який кодується однойменним геном, розташованим у людей на короткому плечі 6-ї хромосоми. Довжина поліпептидного ланцюга білка становить 374 амінокислот, а молекулярна маса — 42 494.
| 10         |  | 20         |  | 30         |  | 40         |  | 50         |
| ---------- |  | ---------- |  | ---------- |  | ---------- |  | ---------- |
| MSGESMNFSD |  | VFDSSEDYFV |  | SVNTSYYSVD |  | SEMLLCSLQE |  | VRQFSRLFVP |
| IAYSLICVFG |  | LLGNILVVIT |  | FAFYKKARSM |  | TDVYLLNMAI |  | ADILFVLTLP |
| FWAVSHATGA |  | WVFSNATCKL |  | LKGIYAINFN |  | CGMLLLTCIS |  | MDRYIAIVQA |
| TKSFRLRSRT |  | LPRSKIICLV |  | VWGLSVIISS |  | STFVFNQKYN |  | TQGSDVCEPK |
| YQTVSEPIRW |  | KLLMLGLELL |  | FGFFIPLMFM |  | IFCYTFIVKT |  | LVQAQNSKRH |
| KAIRVIIAVV |  | LVFLACQIPH |  | NMVLLVTAAN |  | LGKMNRSCQS |  | EKLIGYTKTV |
| TEVLAFLHCC |  | LNPVLYAFIG |  | QKFRNYFLKI |  | LKDLWCVRRK |  | YKSSGFSCAG |
| RYSENISRQT |  | SETADNDNAS |  | SFTM       |  |            |  |            |

A: Аланін

C: Цистеїн

D: Аспарагінова кислота

E: Глутамінова кислота

F: Фенілаланін

G: Гліцин

H: Гістидин

I: Ізолейцин

K: Лізин

L: Лейцин

M: Метіонін

N: Аспарагін

P: Пролін

Q: Глутамін

R: Аргінін

S: Серин

T: Треонін

V: Валін

W: Триптофан

Кодований геном білок за функціями належить до рецепторів, g-білокспряжених рецепторів, білків внутрішньоклітинного сигналінгу. 
Локалізований у клітинній мембрані, мембрані.